# Mount Adams Fire Observation Station
La Mount Adams Fire Observation Station est une tour de guet du comté d'Essex, dans l'État de New York, dans le nord-est des États-Unis. Située à 991 mètres d'altitude dans les Adirondacks, elle est protégée dans le parc Adirondack. Construite en 1917, elle est inscrite au Registre national des lieux historiques depuis le 12 avril 2006.